# Georgios Koumoutsakos

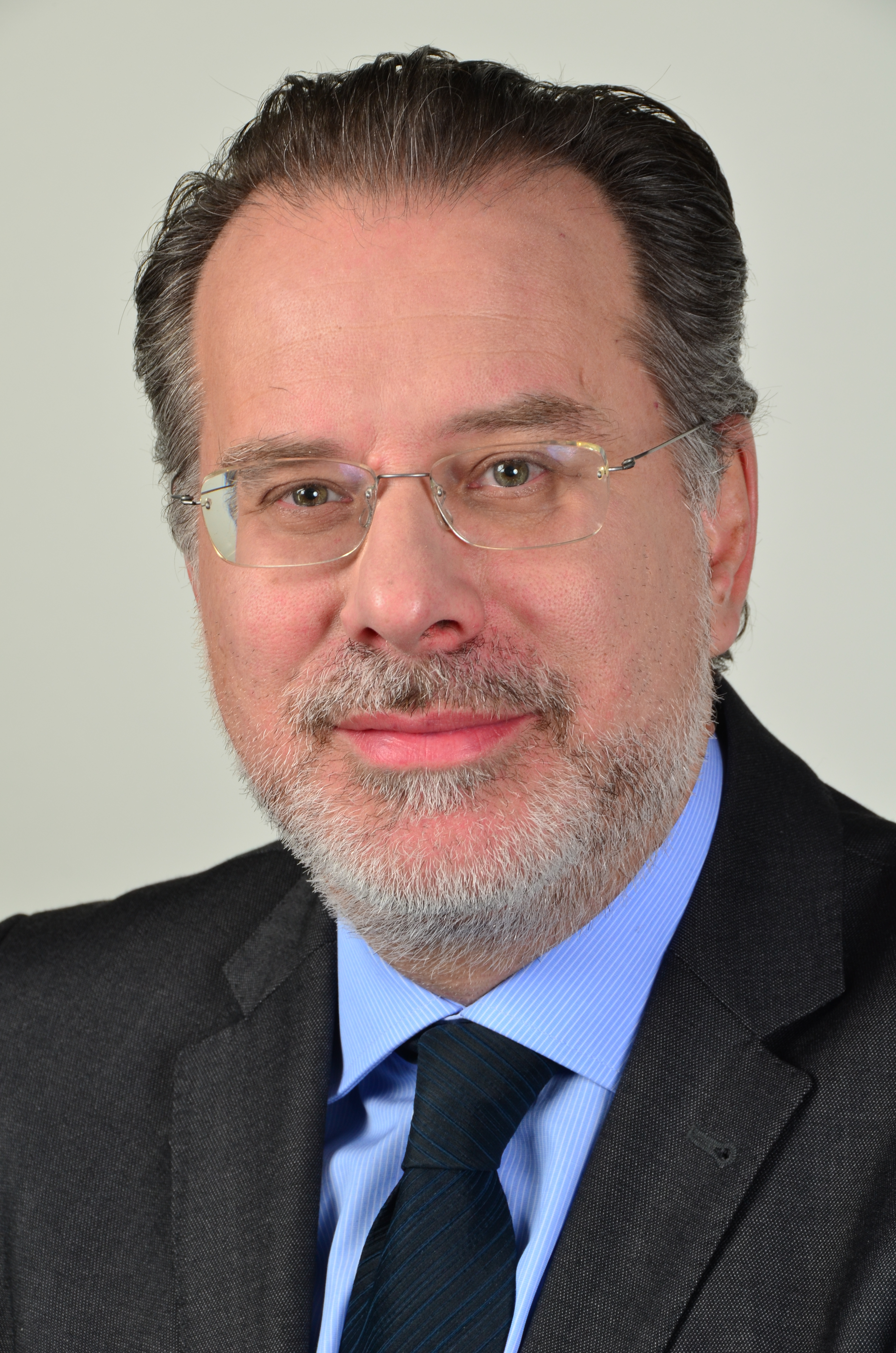
Georgios Koumoutsakos

Georgios Koumoutsakos (griechisch Γεώργιος Κουμουτσάκος, * 17. September 1961 in Athen) ist ein griechischer Politiker der Nea Dimokratia.

## Leben
Koumoutsakos ist seit 2009 Abgeordneter im Europäischen Parlament.